# Estadio José David Ugarte
El Estadio José David Ugarte o alternativamente Estadio Municipal José David Ugarte es el nombre que recibe una instalación deportiva localizada en la avenida Independencia de la ciudad de Coro, la capital del Estado Falcón al noroeste del país sudamericano de Venezuela.
El estadio fue construido en 1956 y es usado principalmente para la práctica del béisbol. Ha servido como sede regular del equipo Cachorros de Falcón que está afiliado a la Liga Nacional Bolivariana de Béisbol.
Fue completamente remozado por el gobierno de ese estado en 2011 con trabajos que incluyeron exteriores, gradas, baños, sistema de iluminación y sistema de acceso para personas con discapacidad.
El estadio ha sido sede de conciertos, de encuentros ocasionales de la Liga Venezolana de Béisbol Profesional y eventos varios como el campamento de umpires.